# Grapefruit

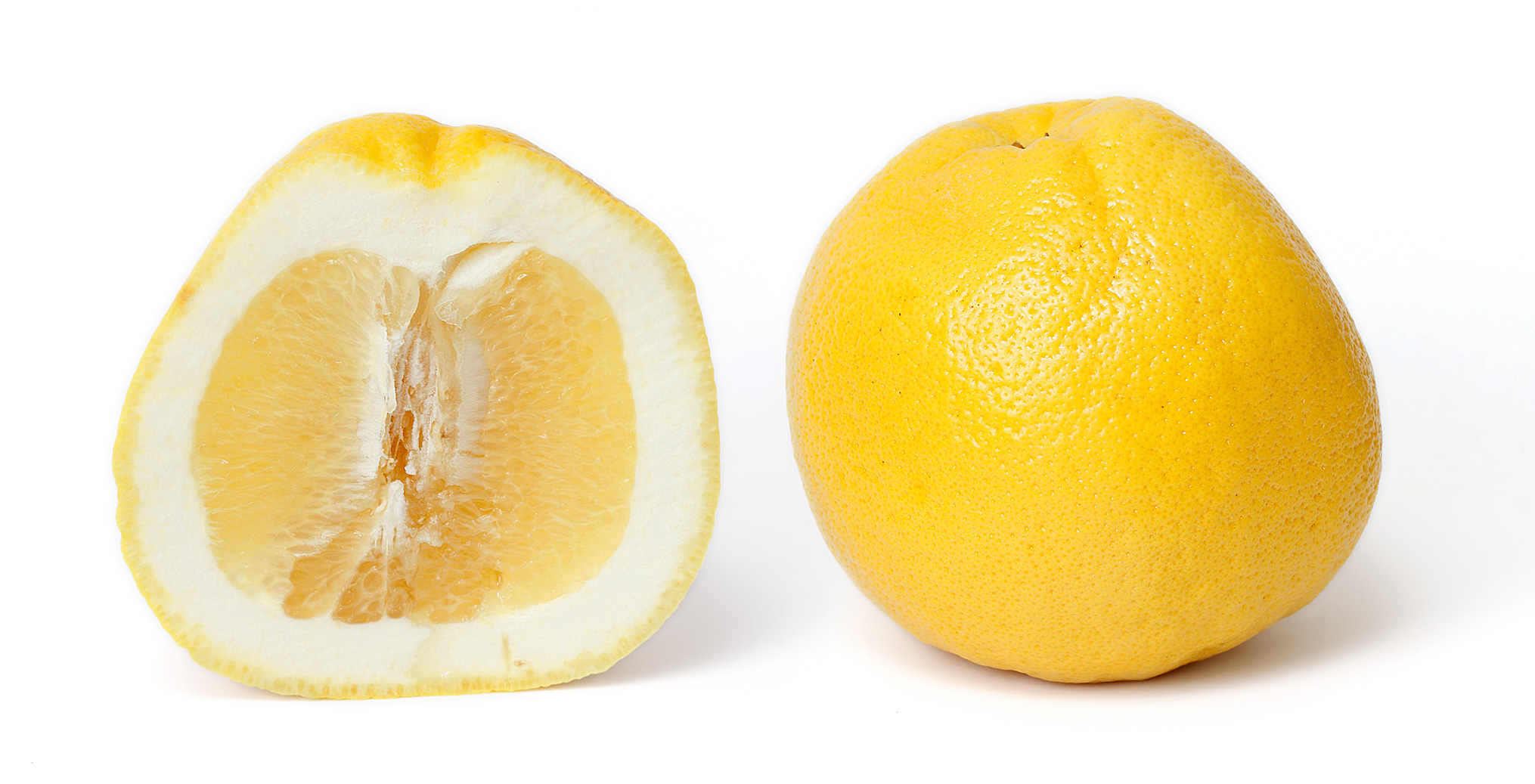

De grapefruit (Nederland) of pompelmoes (België, Suriname en delen van Nederland) (Citrus × paradisi) is een subtropische citrusvrucht. De tegenwoordige grapefruits lijken steeds meer op de pompelmoes (Citrus maxima). Enkele bekende rassen zijn: 'Duncan', 'Foster', 'Thompson', 'Ruby', 'Red' en 'Marsh'.
De grapefruitplant wordt meestal 5-6 meter hoog, maar kan soms een hoogte van 15 meter bereiken. De bladeren zijn dun en donkergroen, en worden tot 15 cm lang. De bloemen zijn ongeveer 5 cm lang, wit, en hebben vier bloembladen. De vrucht heeft een gele schil en een diameter van 10-15 cm. Het vruchtvlees is naargelang de cultivar wit, geel of roze van kleur en een in segmenten verdeelde pulp. De smaak is – zoals bij alle citrusvruchten – zuur, maar neigt ook enigszins naar bitter. Grapefruits worden ook toegepast in vermageringsdiëten, in de veronderstelling dat ze de stofwisseling en vetverbranding bevorderen.

## Geschiedenis
De grapefruit is ontstaan in Barbados uit een kruising van de pompelmoes (Citrus maxima) en de sinaasappel (Citrus sinensis). Tot aan het einde van de negentiende eeuw werd de grapefruit voornamelijk als sierplant gecultiveerd. Pas daarna raakte ook het eten van de vrucht in zwang. In 1929 werd in Texas een spontane mutant gevonden met rood vruchtvlees, de "Ruby Red". Omdat het vruchtvlees van deze mutant op zeker moment toch weer roze verkleurde, heeft men zaden of zaailingen radioactief bestraald om zo mutanten te verkrijgen met een intensere rode kleur. De in Spanje het meest geteelde variëteiten "Star Ruby" en "Rio Red" zijn voorbeelden van dergelijke stralingsmutanten.

## Kweek
Grapefruits kunnen in de open lucht worden gekweekt in gebieden waar het 's winters niet vriest. Ook is het in sommige gebieden mogelijk grapefruitzaden te kopen en deze te planten, maar als gevolg van hybridisatie zullen de uiteindelijke vruchten dan mogelijk geen echte grapefruits zijn. De beste manier van kweken is het zaad eerst in een glas water leggen, en het zodra het voldoende is uitgegroeid naar een pot verplaatsen. Naarmate de plant groeit is er een grotere pot nodig. Een grapefruitboom heeft zowel veel water als hete zomers nodig om uiteindelijk goede vruchten te produceren.

## Wisselwerking met medicijnen
Grapefruits hebben een wisselwerking met verschillende geneesmiddelen.
Grapefruitsap blokkeert in de dunne darm enzymen die betrokken zijn bij de afbraak van veel medicijnen. Het enzym CYP3A4 wordt geremd. De hoeveelheid geneesmiddel die in het lichaam wordt opgenomen wordt daarmee groter en de kans op een overdosis vergroot. Door een grotere door het lichaam opgenomen dosis neemt zowel de werking als de bijwerkingen toe. Bij gebruik van een statine kan dit leiden tot spierafbraak.
Grapefruits werken cholesterolverlagend, maar een combinatie met sommige cholesterolverlagende medicatie kan ongunstige effecten hebben.
Grapefruit(sap) vergroot de kans op bijwerkingen van oxycodon.

## Wereldwijde productie
| Topproducenten van grapefruits 2018 | Topproducenten van grapefruits 2018 |
| Land                                | Productie (ton)                     |
| ----------------------------------- | ----------------------------------- |
| China                               | 4.965.768                           |
| Vietnam                             | 657.660                             |
| Verenigde Staten                    | 558.830                             |
| Mexico                              | 459.610                             |
| Zuid-Afrika                         | 445.385                             |
| India                               | 257.750                             |
| Turkije                             | 250.000                             |
| Soedan                              | 234.388                             |
| Thailand                            | 219.838                             |
| Israël                              | 148.896                             |
| Argentinië                          | 114.118                             |
| Tunesië                             | 104.593                             |